# Arthur Henriet
Pour les articles homonymes, voir Henriet.
Arthur Henriet (né à Senuc, dans les Ardennes, le 23 mars 1866, et décédé à Jouarre, en Seine-et-Marne, le 2 juillet 1954), est un homme politique français, député du Parti communiste.

## Biographie
- 1893 : il fonde le groupe anarchiste "Les Libertaires ardennais".
- 1895 : il est administrateur de la société "La Prévoyance", au Pré-Saint-Gervais.
- 1900 : il est l'un des délégués suppléants de la nouvelle Bourse au comité général des organisations socialistes françaises.
- 1906 : en qualité d'administrateur de la coopérative "La Bellevilloise", il est le fondateur et l'un des premiers administrateurs du Magasin de Gros des coopératives de France.
- 1909 : au congrès de la Bourse des coopératives socialistes (BCS), à Monthermé dans les Ardennes, il préside l'une des séances et participe à la discussion sur les relations commerciales des sociétés de consommation avec les coopératives viticoles.
- 1910 : au retour du congrès international de Hambourg, où il est délégué de la BCS, il devient l'un des plus ardents à préconiser l'unité du mouvement coopératif.
- 1914-1918 : il se retire près de La Ferté-sous-Jouarre.
- 1920 : il devient administrateur de "La Famille nouvelle", coopérative de restaurants ouvriers.
- 1922 : il est élu au Comité directeur du PC. L'Humanité annonce sa participation à la création du Comité des coopératives communistes. En novembre, il se rend à Moscou où il assiste au congrès international des coopérateurs communistes et fait partie de la délégation française au IVe congrès de l'Internationale communiste (IC).
- 1923 : son nom n'apparaît plus dans la liste du Comité directeur du PC lors de la conférence nationale de Boulogne-sur-Seine.
- 1924 : il est élu député communiste de la 2e circonscription de la Seine. Il occupera ce poste jusqu'au 31 mai 1928.
- 1925 : il est gérant du Coopérateur, "organe mensuel de la Fédération nationale des cercles de coopérateurs révolutionnaires". En janvier, il est, très probablement, délégué au congrès de Clichy, qui donne naissance au Conseil paysan français. Fin août, le PC l'envoie en Algérie pour faire une tournée de propagande contre la guerre au Maroc. En octobre, il signe la lettre au comité exécutif de l'IC, qui critique les méthodes de la direction du PC français.
- 1926 : il participe au congrès de Lille du PC.
- 1927 : le groupe parlementaire communiste le charge d'enquêter sur les incidents de la prison maritime de Toulon.
- 1928 : sa candidature à la députation est annoncée dans L'Avenir, mais, finalement, il n'est pas présenté.

## Sources
- « Arthur Henriet », dans le Dictionnaire des parlementaires français (1889-1940), sous la direction de Jean Jolly, PUF, 1960 [détail de l’édition]
- Dictionnaire biographique du mouvement ouvrier français, Les Éditions de l'Atelier, 1997.